# 蘇洋
蘇洋（Su Yang，1985年12月1日—），生於中國，已退役中國足球運動員，司職左後衛，現時擔任香港超級聯賽球會標準流浪助理教練。

## 球會生涯
蘇洋生於中國，於2006年7月轉會長春亞泰，並協助球會首度奪得中國超級聯賽冠軍，成為歷來第五支奪得中國頂級聯賽冠軍的球會，直到2009年7月被借予中甲球會北京宏登，到期後返回屬會長春亞泰至2010年，直到2011年1月來港加盟乙組業餘球會大中，到球季完結後轉會甲組冠軍球會傑志，可惜他在僅上陣一場下便於2012年1月外借到以青年球員為主要班底的港菁，隨後他再到2012年7月被傑志外借到晨曦，並協助晨曦征戰亞協盃分組賽，到球季完結後隨晨曦教練團轉會新成立的港超聯地區球會黃大仙，並於2015年4月24日以1–3不敵和富大埔的聯賽，取得加盟後的首個入球，到球季完結後轉會港超聯球會標準流浪，不過他於2015年11月29日以0–2不敵南華的聯賽，於72分鐘從後踢跌單刀的艾華遭球證出示紅牌離場。結果他因受膝蓋傷患困擾，而在2016年在標準流浪選擇退役。

## 教練生涯
蘇洋在2017年於香港考取教練牌，並獲港超聯球會標準流浪會長莫耀強給予機會，邊修讀教練課程，邊在流浪實習做助理教練，直到2017年12月，由於球會主教練狄恩因私務離職，而流浪在沒找到適合教練前，蘇洋獲球會總監李輝立給予機會讓他安排日常操練，結果他在2018年3月4日作客R&F富力前，由於看守教練卓卓因病未能領軍，而蘇洋則獲委為流浪執行教練，並帶領流浪以2–2賽和對手

## 球會榮譽
長春亞泰
- 中國超級聯賽冠軍（2007年）
- 中國超級聯賽亞軍（2009年）

## 外部連結
- 香港足球總會網頁球員註冊資料 （页面存档备份，存于）